# シルビア・ナバロ
シルビア・ナバロ（Silvia Navarro、1978年9月14日 - ）はメキシコの女優。